# Eudimorphodontoidea
De Eudimorphodontoidea zijn een groep pterosauriërs behorend tot de Eopterosauria.
In 2014 definieerden Brian Andres, James Michael Clark en Xu Xing een klade Preondactylia: de groep bestaande uit de laatste gemeenschappelijke voorouder van Eudimorphodon ranzii Zambelli 1973 en Raeticodactylus filisurensis Stecher 2008; en al zijn afstammelingen.
De Eudimorphodontoidea zijn de zustergroep van Peteinosaurus: samen vormen ze een klade die de zustergroep is van de Preondactylia binnen de Eopterosauria. De Eudimorphodontoidea bestaan uit de Eudimorphodontidae en de Raeticodactylidae. Het gaat om kleine basale vormen uit het late Trias.